# Guillermo Carlos Cazenave
Guillermo Carlos Cazenave (Buenos Aires; 18 de septiembre de 1955) es un músico, compositor y multinstrumentista argentino de trayectoria internacional, habiendo residido desde muy joven primero en Estados Unidos y posteriormente en varios países de Europa. Apodado Guill, Cazenave es además escritor y periodista especializado en pop-rock y música clásica.

## Biografía

### Infancia e inicios en la música
Comenzó a hacer música desde muy joven, a los 7 años, tocando una gaita que le regaló su abuela, de origen escocés, de la Isla de Skye.
En 1963 sus hermanos mayores viajaron a Nueva York y tiempo después regresaron a la Argentina con los primeros discos de The Beatles, y Guillermo, tras ver en televisión al grupo The Dave Clark Five empezó, en 1965, a tocar la batería, para estudiar tres años más tarde con el baterista y percusionista Sam Lerman, hermano de Bernardo Mitnik Lerman, más conocido como Chico Novarro.
En 1969 Cazenave formó su primer grupo de pop-rock con dos compañeros del colegio de origen irlandés de Buenos Aires al que asistían, debutando con una actuación en una fiesta, en septiembre de ese mismo año.
Paralelamente a esto continuó sus estudios de batería con el reconocido profesor Alberto Alcalá, percusionista de la Orquesta del Teatro Colón, para seguir incursionando en otros estilos bajo las enseñanzas de Droopy Gianello, baterista de Arco Iris, un grupo de folk-rock que lideraba Gustavo Santaolalla.
Cazenave utilizaba un magnetofón Toshiba de 2 canales de su hermano para grabar sus primeras canciones. Fue en él donde grabó varias maquetas acompañándose de guitarra, flauta y su voz, en un estilo folk-celta, probablemente influenciado por sus inicios tocando gaita.
En 1973 Guillermo Cazenave acabó sus estudios secundarios y viajó a los Estados Unidos, donde continuó componiendo y grabando canciones que cantaba tanto en castellano como en inglés, gracias a sus estudios bilingües.
En 1974, de regreso por una temporada a Buenos Aires, realizó su primera grabación profesional en los Estudios de Grabación ION, junto al pianista Antonio Marzochi y el guitarrista Kelo Palacios, para una obra estrenada en el Teatro San Martín, para regresar poco después a Nueva York y permanecer allí hasta mayo de 1977, fecha en la que emigró a Europa, residiendo largas temporadas entre Londres y Sitges, donde estableció contacto con músicos como Anthony Phillips y Miguel Abuelo, con quienes hizo amistad y realizó 'jams' y grabaciones; algunas de ellas inéditas.

## Del folk y el pop a lo espacial
En 1983 creó en Sitges el primer sello español de música new age, comenzando a vender su música en revistas especializadas como Integral, Karma 7 y Popular 1.
Entre 1984 y 1999 Guillermo Cazenave produjo más de 50 álbumes, vendiendo alrededor de 700 mil unidades de sus obras, mayoritariamente en el mercado alternativo. Era muy habitual su presencia en congresos, simposios, festivales y en los principales medios de comunicación españoles, así como sus viajes y actuaciones en países como Francia, Inglaterra, Estados Unidos o México.
A finales de la década de 1990 se radicó en Lavelanet, sur de Francia, cerca de Montségur, e inició una etapa de retiro con esporádicas apariciones y limitadas ediciones de su obra. En 2007, tras un impasse de varios años, reaparece con su disco Ser y con su libro La Noche del Grial, con prólogos de Jean-Luc Robin y Javier Sierra, en el que narra sus experiencias en aquella zona del denominado "país cátaro".
En 2008 Cazenave volvió a tocar en vivo, a participar ofreciendo charlas en congresos, a grabar nuevos álbumes, a escribir en revistas como Más Allá de la Ciencia, donde coordinaba la sección musical y a hablar en la radio, en programas como Espacio en Blanco, de su amigo Miguel Blanco Medrano, en Radio Nacional de España, en una sección denominada Desde el País Cátaro.
Cazenave ha grabado con músicos de jerarquía de diversos estilos y tendencias, como el caso del oboista británico Ronald Lloyd, el exmiembro-fundador del grupo Genesis y guitarrista Anthony Phillips, el músico pop Jeremy Morris, el cantautor Litto Nebbia y un largo etcétera de colegas amigos suyos.
La versatilidad de su obra, en la que encontramos new age, pop, rock progresivo, fusión-celta e incluso música clásica hacen inclasificable su estilo, con una producción que actualmente supera las mil composiciones registradas y más de 80 álbumes en el mercado, así como varios libros e innumerables producciones en video.
Desde la década de 1970 Guillermo es un destacado defensor de los derechos de los animales y vegetariano, ofreciendo conferencias, talleres, participando en medios de comunicación y dando actuaciones en los que combina música con su visión de la vida.

## El músico de las esferas
La música de Cazenave ya ha viajado por el espacio en el último vuelo del Transbordador Endeavour de la NASA del 16 de mayo de 2011. Fly High (Vuela alto), una de las piezas escogidas por astronautas y técnicos.
Durante el último vuelo del Transbordador Endeavour, cuya finalidad fue la instalación en la base de un equipo para captar radiación del espacio exterior e investigar sobre los orígenes del universo, los 6 astronautas que tripularon la nave espacial, junto a numerosos técnicos de la NASA, seleccionaron 50 composiciones musicales para llevar y escuchar durante el viaje.
El viaje, de por sí, tenía un significado muy especial, no solo por tratarse del vuelo final del emblemático shuttle, y por las características de la misión, sino también por la idea general de dejar plasmada en el espacio la expresión humana a través de una de sus artes más sublimes: la música.
En medio de grandes éxitos y clásicos de todos los tiempos, como Wonderful World del cantante Louis Amstrong, Imagine de John Lennon y canciones inolvidables de U2, Rolling Stones y otros artistas anglosajones, se seleccionó la pieza Fly High (Vuela Alto) del músico Guillermo Cazenave, compuesta en 1996 para su álbum Aquí.
Cazenave recibió además un diploma de la NASA junto a unas líneas de felicitación por parte de John Shannon, Program Manager de la Space Shuttle, en el que decía: "Es Usted ahora, con su música, parte de la rica historia de nuestro programa desde tiempos de la Apolo".

## Instrumentos y estilo
Si hay algo que caracteriza la música de Cazenave esto es su versatilidad compositiva. Tanto como autor de música utilizada en radio y televisión de numerosos países o como compositor de música relajante, cósmica, pop-rock, progresiva o clásica, Cazenave también utiliza una amplia variedad de instrumentos como sus guitarras eléctricas Gibson o 'Ibanez', 'Yacopi' clásica de concierto o 'Álvarez' de 12 cuerdas, así como diversos teclados e instrumentos tradicionales como la gaita, el laúd, los santures y también el bajo y la batería.

## Escritor
Como escritor citamos algunos de sus libros más recientes: La Noche del Grial, publicado por la Editorial Mandala de Madrid, Música para una Nueva Era de la Editorial Kier de Buenos Aires o El Sonido del Universo, cuyas primeras dos ediciones pertenecieron a la Editorial Indigo de Barcelona.

## Discografía

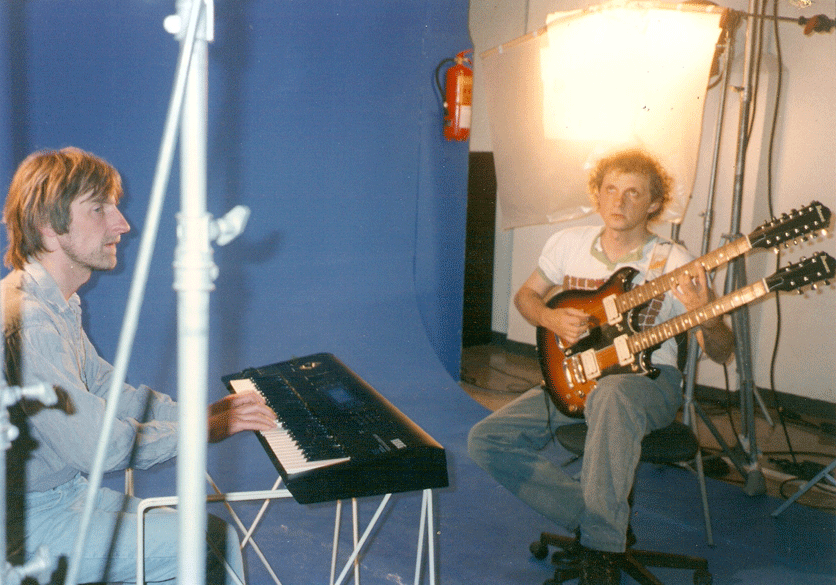
Anthony Phillips y Guillermo Cazenave en los años 90

### Primeras Grabaciones
- Songciones (grabaciones caseras, 1968-70)
- Lacroze Station (demos, 1971-73)
- Mid-Manhattan Demos (Nueva York, 1974-77)
- Cantiaci (Kent, Inglaterra, 1979-81)
- The Millbrook Tapes (cintas, Londres, 1980)
- Subur (Sitges demos, 1979-83)
- Falkvinas (Buenos Aires, 1982)

### Álbumes Oficiales de Estudio
- Vikings (1983)
- Arkanos (1983)
- Kabbalah (1984)
- Música Zodiacal (1984)
- The Earth (1985)
- The Sea (1986)
- Magic Songs (1986)
- Natura (1986)
- Aquarian Music (1987)
- Yin-Yang (1987)
- Zodiac Music (1987)
- I Ching Suite (1987)
- Total Numbers (1988)
- Parapsy Suite (1988)
- De Marte a la Atlántida (1988)
- Sueños (1988)
- Nessie (1989)
- Mandalas (1989)
- Biomúsica (1989)
- Elements (1989)
- Samurai (1990)
- Sinfonía Ciclos (1990)
- Inca (1991)
- Mantras (1991)
- Nirvana (1992)
- Arkángel (1992)
- Sin Enchufes (unplugged, 1993)
- Kontact (1993)
- Aquí (1996)
- Pack (2000)
- Era Buena (2001)
- Ser (2007)
- Guita-Ra (2009)
- 1000Agros (2021)
- Here Comes my Planet (2023)

### EPs
- Leyendas y Paisajes Musicales: Land of Bosques (1986)
- 3 (1986)
- Himalaya (1987)
- Ra (1987)
- Leyendas y Paisajes Musicales: Drácula (1988)
- Leyendas y Paisajes Musicales: Lady MacBeth (1988)
- Theta Voyage (1989)
- Danza Angelical (1990)
- Holograma (1990)
- Leyendas y Paisajes Musicales: Red River (1991)
- Lumínika (1992)
- Delta Voyage (1992)
- Ritmítico (1992)
- Surfing Gaia (1993)
- Alfa Voyage (1993)
- Oro Sagrado (1993)
- Memorias del Infinito (1994)

### Recopilatorios
- Demos-Le (1969-99)
- Contando Lejanos Tiempos (1968-70)
- Rafting, el Náufrago (1991)
- Soles (1992)
- Un Espacio Más (2001)
- Grande-Séxitos Vol. 1 & 2 (2010-11)
- Dos Espacios Más (doble álbum, 2002)
- La Isla del Cielo (Isle of Skye, 2022)
- The Classical Collection Vol. 1 (2023)

### Álbumes en Vivo
- Radio Activo (Radio Sitges, 1983-85)
- Mayazteca (1994)
- Live in Roswell (1994)
- Tower (1994)
- BBC Recordings (1998)
- The Live Radio Sessions (con Anthony Phillips, 1999)
- Vivo Vien (Live Anthology, 2003)

### Bandas Sonoras
- The Touch of Zen (1992)
- Iguazú, Templo de las Aguas (2016)

### Colaboraciones
- Gregorian (con Sursum, 1984)
- Mystic Messengers (con Ronald Lloyd, 1988)
- Spanish Impromptu (con Steven Halpern, 1994)
- The Meadows of Englewood (con Anthony Phillips, 1996)
- Two Suns (con Jeremy Morris, 2002)
- Parthenon (con Ronald Lloyd, 2003)
- Dúplex (duetos con Anthony Phillips, Miguel Abuelo, etc., 2004)
- Two Seconds (con Jeremy Morris, 2008)
- Two Signals (con Jeremy Morris, 2010)

### Tributos
- Proyecto Atlántico (Beatles & Beat Music Tribute, 2003)
- éL eS syD (Barrett Tribute, 2009)